# 富士本淳
富士本 淳（ふじもと じゅん、1958年3月29日 - ）は日本の会社経営者。
日本電子工学院（現・日本工学院専門学校）卒。
ユニバーサルエンターテインメント元代表取締役社長。

## 略歴
北海道出身。1982年に有限会社世田企画、1985年にセタを設立し、代表取締役社長に就任。
ゲーム制作業を中心に活動。NINTENDO 64開発の際には任天堂に対して積極的に技術を提供し、コントローラー振動パックなどを提案する。
2024年4月、株主代表訴訟の控訴審判決で、控訴人（株主）が逆転勝訴し、被控訴人富士本淳の敗訴が確定（令和4年（ネ）第3787号 第19民事部）し、不正送金（約67億円）が認定され、金利分が上乗せされた80億円超の個人賠償を余儀なくされている。

## セタの赤字経営
- 1997年、株式を店頭公開。
- セタの経営が悪化し多額の赤字経営となり、第三者委員会の追及を受けた。
- 大手パチスロメーカーのアルゼ社長であった岡田和生に救済されるかたちで、1999年にセタは第三者割当増資によりアルゼの子会社となる。
- 2004年、代表取締役を退任。
- 2005年、取締役を退任。
- 2007年3月期決算において不適切な会計処理を行ったことが判明。
- 2007年3月期での経常利益の過半近くが取り消され、売上高、当期純損益なども多額の訂正がなされたため、2008年1月に上場廃止（2009年、会社清算）。
- 負債総額 約31億8,700万円[1]。

## ユニバーサルエンターテインメント（アルゼ）時代
- 岡田和生の救済により、2001年にはアルゼの常務取締役に就任。
- 2004年には副社長兼開発本部長を務め、同社の開発部門を全面的に統括する。
- 2006年、岡田和生の退任に合わせアルゼの代表取締役社長兼開発本部長に就任。
- 2007年11月30日、アルゼで代表権のない最高顧問に退く。
- 2009年にアルゼがユニバーサルエンターテインメントに社名変更。代表執行役。
- 2010年、代表取締役副会長。
- 2011年、代表取締役社長を歴任。
- 2017年、岡田和生を追放し、代表取締役社長兼CEO兼CIO（現任）
- 2018年には、大幅な赤字経営を続けているのにも拘らず自身の役員報酬を増額[2]するなどして、役員報酬が高い上場企業経営者の21位[3]にランクインしている。
- 2020年、社員と役員の｢年収格差｣ランキングTOP500 にて、ユニバーサルエンターテインメントが第2位にランクイン。「平均2億9500万円の報酬が支払われた、従業員との格差は47.7倍になる。1億円以上の報酬が支給された役員は3人いたが、中でも富士本淳社長には8億8700万円の役員報酬が支給されていて、平均の役員報酬額を引き上げていた。」[4]。
- 2024年、株主代表訴訟（後述）の控訴審の逆転敗訴（個人賠償約67億円）を受けて取締役に異動[5]。ただし、現役の上場企業の代表取締役が株主代表訴訟で敗訴することは極めて稀な事案であり、控訴審判決を受けて辞職退任をしないケースは史上初。

## 不正送金と逆転敗訴した事件

### 株主代表訴訟（不正送金）控訴人細羽強
- 2017年5月の岡田和生追放後の2018年には、大幅な赤字経営を続けているのにも拘らず自身の役員報酬を増額[2]するなどして、役員報酬が高い上場企業経営者の21位[3]にランクインしている。

- 2019年9月、2012年に4,350万米ドルを香港（弁護士伊藤毅名義）へ送金していたという疑いで、株主代表訴訟を提起される[6]。

- 2022年12月、週刊文春の記事で「パチスロ機大手・ユニバーサルの「35億円送金」株主訴訟　“もう1つの議事録案”＆社内メール入手」と題した記事が掲出され、前出の株主代表訴訟で証拠として提出した「取締役会議事録」に記された送金の使途が書面決議の直前に書き換えられていたことが週刊文春の取材により判明した[7]。

- 2023年9月、週刊新潮の記事で「国際的汚職疑惑も！？「ユニバーサルエンタ」運命の裁判」と題した記事が掲出され、「富士本社長は”あんまり、儲かんねえな、うまみないじゃん”」「26キャピタルがこの8月、衝撃的な証拠を出してきました。UEの幹部が”重い荷物”をフィリピンの下院議長のもとに持参し、最高裁に圧力をかけるように協力を求めたことを示す電子メールです。」という記事が出た[8]。

- 2024年4月25日、株主代表訴訟の控訴審判決で、控訴人（株主）が逆転勝訴し、被控訴人富士本淳が敗訴が確定（令和4年（ネ）第3787号 第19民事部）。控訴人細羽強、勝部環震、被控訴人ユニバーサルエンターテインメント、富士本淳（代理人 牛島綜合法律事務所 祝田法律事務所）

富士本はユニバーサルに4349万ドル支払え、富士本らの訴えは棄却。訴訟費用は第一事件は富士本の負担。第二事件は富士本と会社の負担。

### 株主権確認請求事件（控訴人岡田和生）
- 2024年5月23日、控訴審判決で、控訴人（岡田和生）が逆転勝訴し、被控訴人富士本淳の敗訴が確定（令和5年（ネ）第6068号 第19民事部）。控訴人岡田和生、被控訴人富士本淳（代理人 清水陽平）

富士本は岡田和生に2億1172万7670円を支払え、訴訟費用は1/20は岡田和生の負担、19/20は富士本の負担。

## 製作作品
- エキゾーストヒート
  - エキゾーストヒートII
- シルヴァサーガII
- ノスフェラトゥ（総指揮）
- BASTARD!虚ろなる神々の器（総指揮）